# Estación Caldera
La estación Caldera   se encuentra ubicada en la ciudad de Caldera, en la Región de Atacama de Chile. Fue construida durante el año 1850, poco después de la construcción del Puerto del mismo nombre ubicado a 27° 5' 20" de latitud sur y 70° 56' de longitud oeste. Las obras del ferrocarril Caldera-Copiapó fueron realizadas bajo la concesión que el Estado de Chile otorgó a William Wheelwright, las cuales autorizaron la construcción de un ferrocarril que uniría el puerto de Caldera con la Ciudad de Copiapó. Fue declarada Monumento Histórico Nacional el 20 de julio de 1964.

## Historia
En el año 1832 Juan Godoy descubrió una fuente de mineral de plata en Chañarcillo, lo que hacia 1845 generó en el sector de Copiapó una actividad similar a la que se registró en California durante la Fiebre del oro, llenándose de aventureros de todo el mundo que buscaban hallar en Chile la fuente de su fortuna. 
Primero fue el relojero escocés, Juan N. Mouat, residente de Valparaíso, quien introdujo la idea de construir un ferrocarril que uniera Copiapó y el Puerto de Caldera. El 9 de noviembre de 1848, obtuvo la concesión para realizar su proyecto, a través de un Decreto Supremo del Gobierno de Manuel Bulnes. Sin embargo debió desistir por falta de recursos. 
Entonces William Wheelwright, marino estadounidense y residente en Chile desde 1841, decidió comprar la concesión del proyecto por $30.000 (dólares). Al ser un accionista de la compañía Anglo-Chilena de Minas en Copiapó, comprendió la importancia de concretar el plan de Mouat. 
Para inspeccionar el terreno envió una de sus embarcaciones a vapor a la costa de Chile. En el informe se manifiesta que Caldera, que en ese entonces era sólo una caleta de pescadores, sería un mejor puerto que el Puerto Viejo de Copiapó, ubicado en la desembocadura del río y que presentaba inconvenientes.
Luego de una revisión a caballo realizada personalmente por él, decidió proponerlo a la Elite acaudalada de Copiapó y comenzar así la construcción del Puerto de Caldera, conectado directamente a Copiapó a través de una línea de ferrocarril. Al mismo tiempo se forma la Compañía del Ferrocarril de Copiapó. Obteniendo una nueva ley de concesión el 20 de noviembre de 1849, en la que se declaraba Caldera como puerto mayor.
Para realizar el estudio y la construcción de la obra fueron contratados cuatro ingenieros: Walton Evans, Edward Wolf y los hermanos Allan y Alexander Campbell.
La construcción se inició en 1850 en el puerto de Caldera, con unos 80 hombres trabajando en la sección de la estación. Las locomotoras y carros fueron fabricados por Morris y Hermanos en Filadelfia, Estados Unidos, mientras los rieles llegaron de Inglaterra.
En octubre de 1850 había unos 500 trabajadores (ingenieros, mayordomos y maestros de distintos oficios) y se había completado la nivelación de los primeros 20 kilómetros desde Caldera a Copiapó, de un total de 81 kilómetros.
En enero de 1851 se da partida a la instalación de los rieles, que en febrero del mismo año sumaban 12 kilómetros. Ese mismo año, el 21 de junio llegan desde Nueva York las locomotoras y los carros de pasajeros. Un día más tarde, desde Baltimore llegan los carros para transportar carbón.
Se planeaba inaugurar el 4 de julio el tramo hasta Monte Amargo, sin embargo descargar, limpiar y ajustar las locomotoras y los vagones tomó más tiempo del estimado. Finalmente el 29 de julio se realizaron las primeras pruebas, con tres carros de carga y la locomotora conocida como Copiapó. Esta sección de 41 kilómetros funcionó entre Caldera y Monte Amargo, llevando los materiales necesarios para completar las vías.
El 25 de diciembre de 1851 se inauguraron de forma oficial las líneas de 81 kilómetros que unían Copiapó y Caldera. Las fiestas realizadas por la ocasión crearon tal exaltación, que el maquinista asignado para el primer viaje tuvo que ser relevado pues había bebido en exceso. Fue así que John O'Donovan pasó a la historia al ser el conductor del primer recorrido de pasajeros que realizó el tren entre Copiapó y el Puerto de Caldera y, a la vez, del primer recorrido en ferrocarril de Chile.
Gracias a esto, en 1854 la ciudad que 5 años atrás contaba con apenas 200 habitantes, había alcanzado los 2000. Wheelwright hizo construir calderas para destilar el agua que usarían las locomotoras y consumiría la población. También construyó hornos para fabricar cal y fundir el cobre y además hizo instalar alumbrado a gas por toda la ciudad. 
El éxito de la empresa promovería que en el año 1855 el ferrocarril se extendiera hacia San Antonio, abarcando 151 kilómetros desde Caldera. Además el crecimiento que tuvo el puerto, motivó al estado para construir las líneas de Valparaíso - Santiago y la de Santiago hacia el Sur.

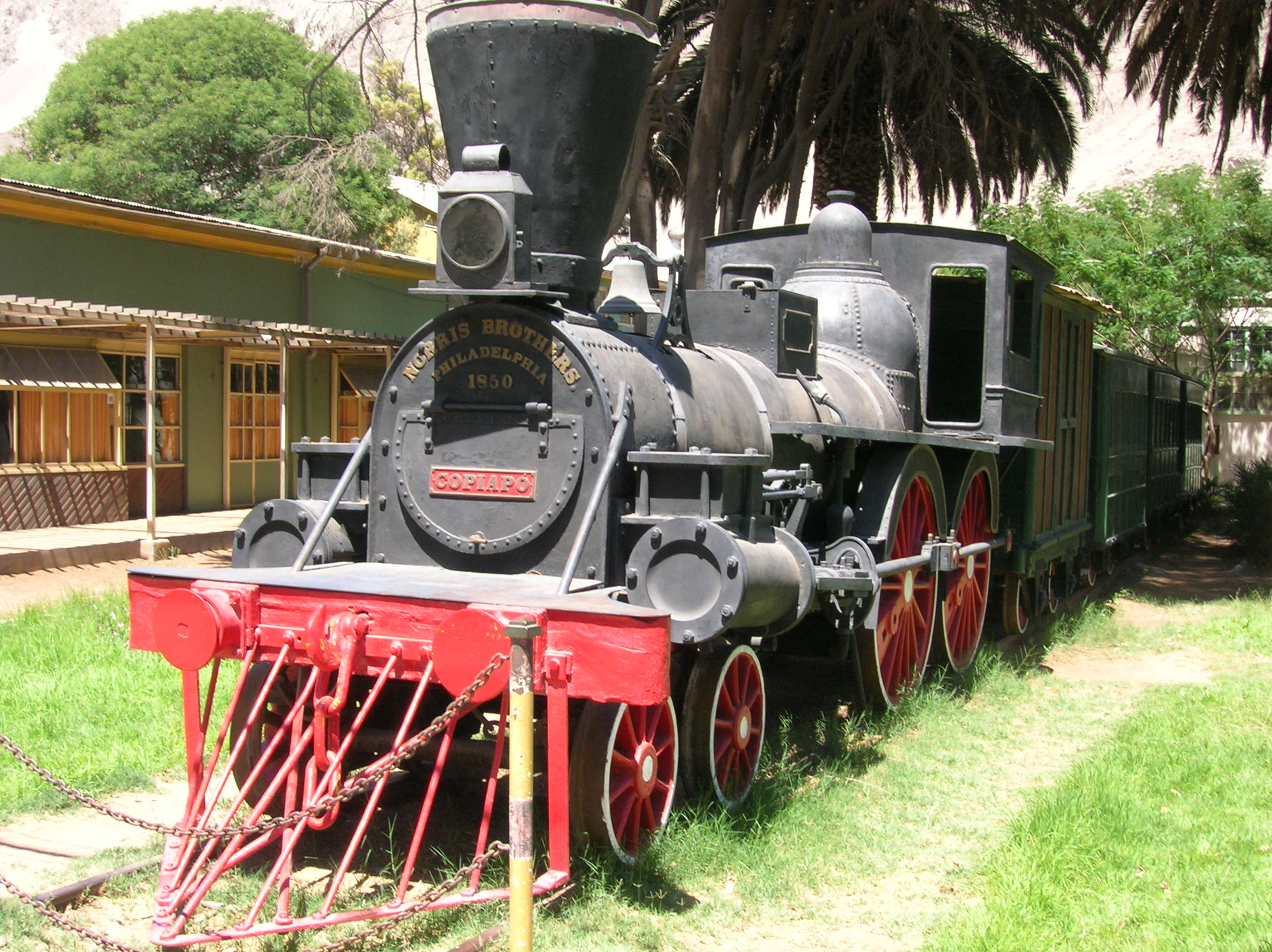
Locomotora Copiapó.

En 1858 la Copiapó dejó de funcionar y fue reconstruida para la exposición de Santiago de 1895. En 1952 fue declarada Monumento Nacional por medio de Decreto Supremo 45-43 y se encuentra conservada en la Escuela de Minas, de la Universidad de Atacama.
El terremoto de 1922 causó grandes daños en la ciudad de Copiapó y aunque las construcciones de Caldera aguantaron el sismo, el tsunami posterior arrastró el edificio de Aduanas, el cual era de madera. Además las olas alcanzaron un kilómetro hacia el interior, dejando la ciudad a oscuras durante varios días. Por fortuna no se registraron pérdidas humanas.
Luego de la reconstrucción, la Estación de Ferrocarriles de Caldera funcionó de forma regular hasta el año 1930 y fue declarada Monumento Histórico el 16 de junio de 1964, durante el mandato del Presidente Jorge Alessandri. Sin embargo la ruta continuó funcionando hasta 1978 transportando mineral de plata.
En la actualidad ha sido restaurada y se puede realizar una visita guiada, en la que se pueden recorrer los talleres, además cuenta con exposiciones artísticas itinerantes de pintura y fotografía y una muestra de piezas paleontológicas marinas del yacimiento de Bahía Inglesa. Se encuentra a cargo de la Municipalidad de Caldera y se considera como Centro Cultural.

## Estructura y funcionamiento

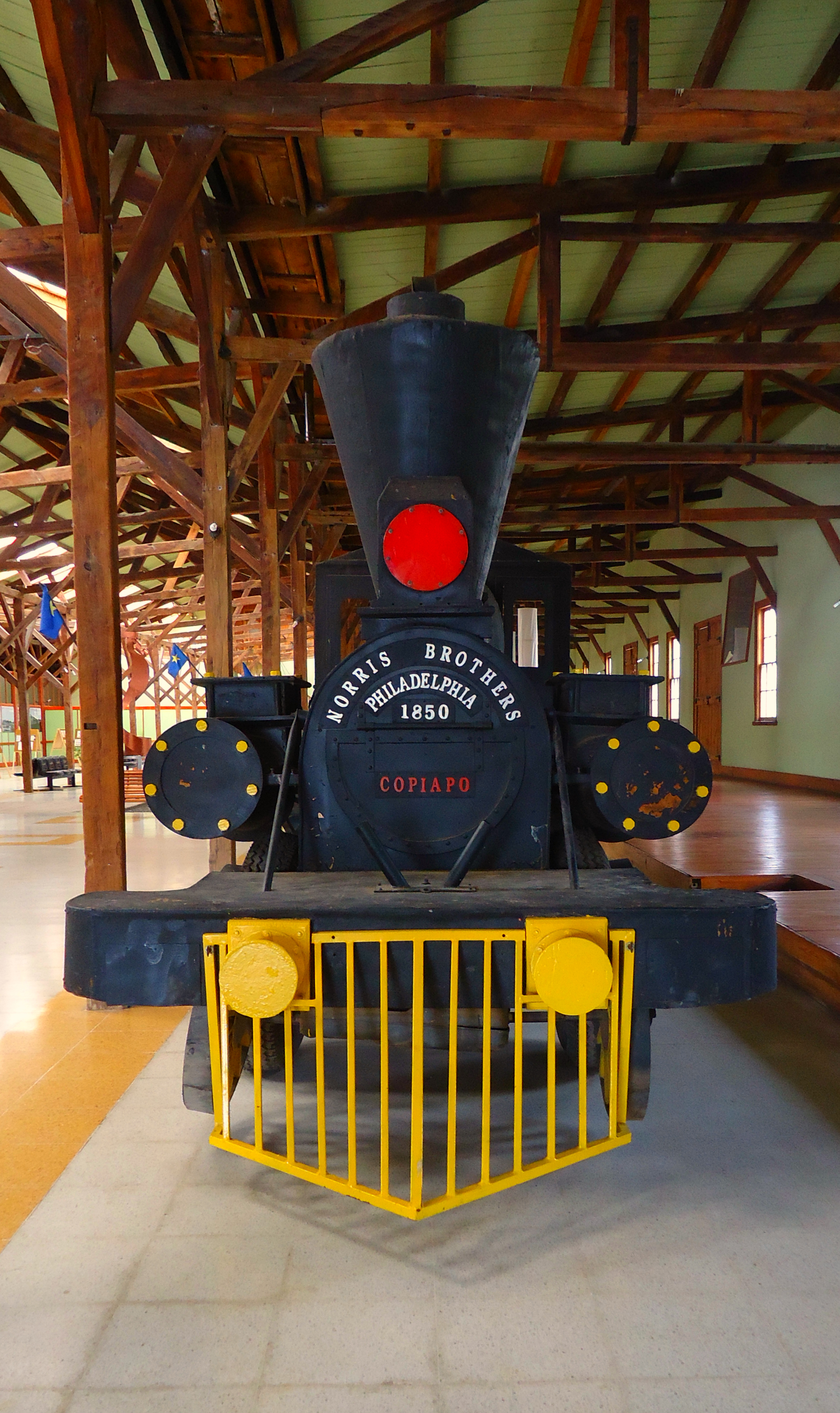
Réplica de la primera locomotora.

El trayecto Caldera Copiapó contaba con 81 km y se realizaba en 4 horas.
Según la normativa europea vigente en la época, fue utilizada la trocha Stephenson (también conocida como trocha
inglesa), por lo que la vía contaba con 1435 milímetros de ancho. Durante el año 1929 fue modificada la trocha a la medida de 1 metro.
Las instalaciones de la estación son de un tamaño inusual, pues debían ser adecuadas para alojar un tren completo con su respectiva carga, la cual quedaba a resguardo por las noches una vez cerradas las puertas de la estación. Además las vías llegaban directo al puerto para poder realizar la carga y descarga del mineral extraído en Chañarcillo.
Los muros fueron hechos de una combinación de caña de Guayaquil con barro, mientras la estructura interior es una techumbre de madera similar a la construcción que tenían los barcos de la época.
Alrededor del edificio principal se construyeron diversos talleres (carpintería, fundiciones, carrocería y pintura) y casas para el personal. Todos estos fueron desapareciendo con el paso del tiempo, en parte por los desastres naturales y en parte por el abandono que sufrió la estación tras dejar de funcionar.
Según cifras del año 1881 la maestranza contaba con un equipo de 89 personas. Además había un equipo de tres personas para operar y mantener la máquina de destilación que Wheelwright mandó a hacer para proveer de agua a la población y a las locomotoras.[cita requerida] Mientras tanto, en la estación trabajaban unas 53 personas cada día. 
Ese mismo año había un promedio de 48 pasajeros diarios, es decir más de 17 mil pasajeros al año. Para el año 1894 esta cifra se redujo a 12 mil al año (unos 35 diarios).[cita requerida]

## Galería

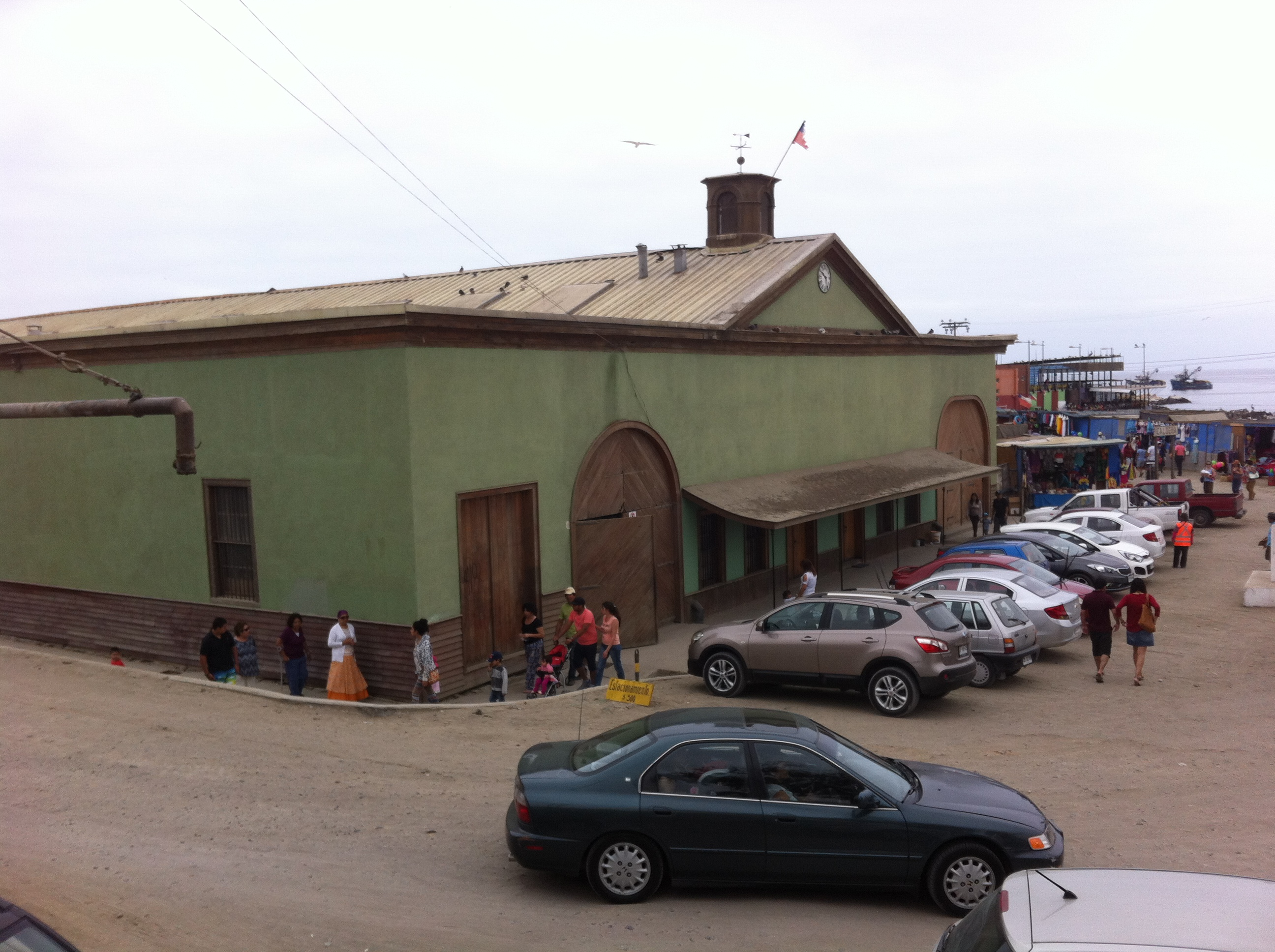
Exterior.
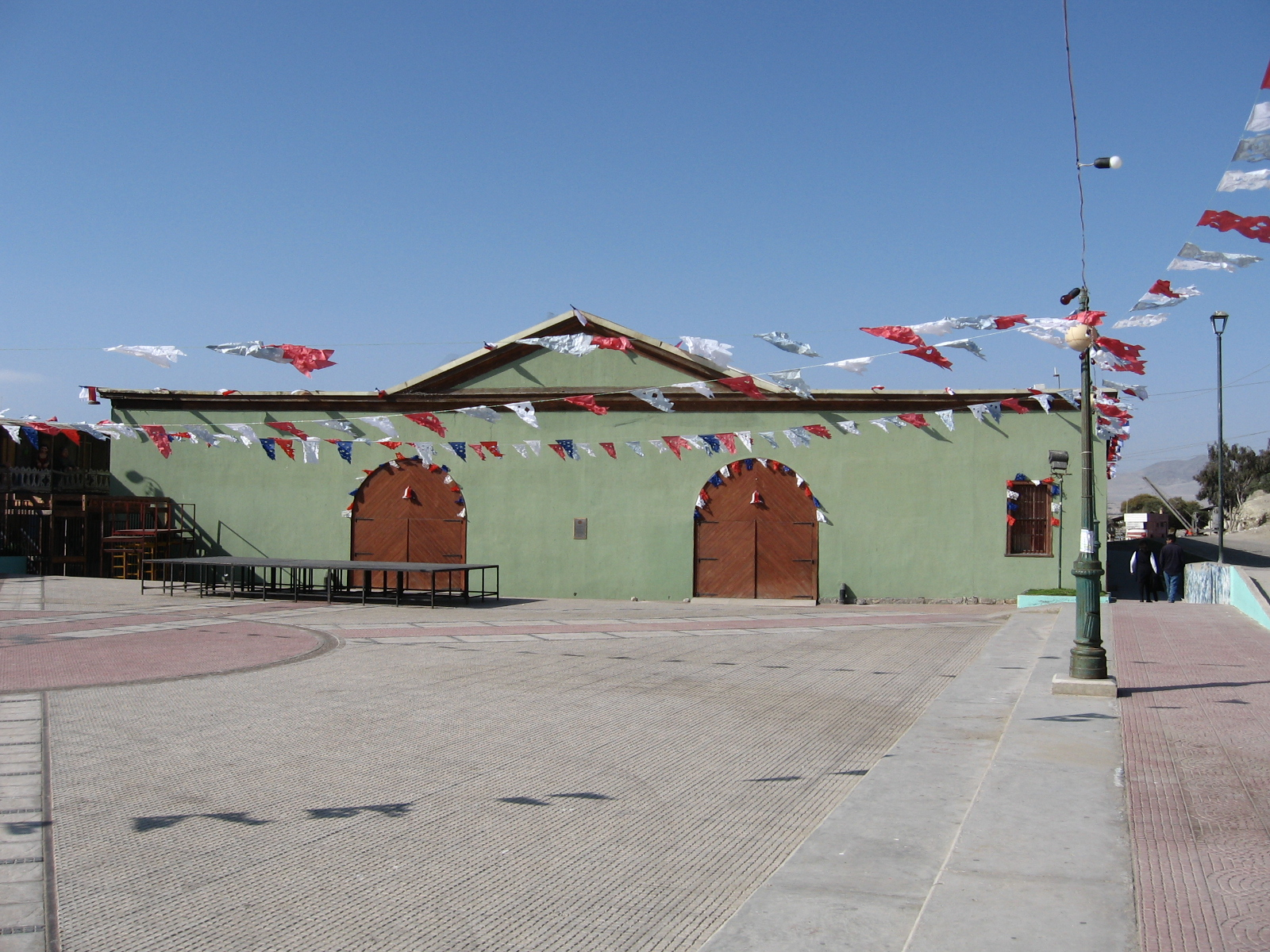
Otro frente de la estación.
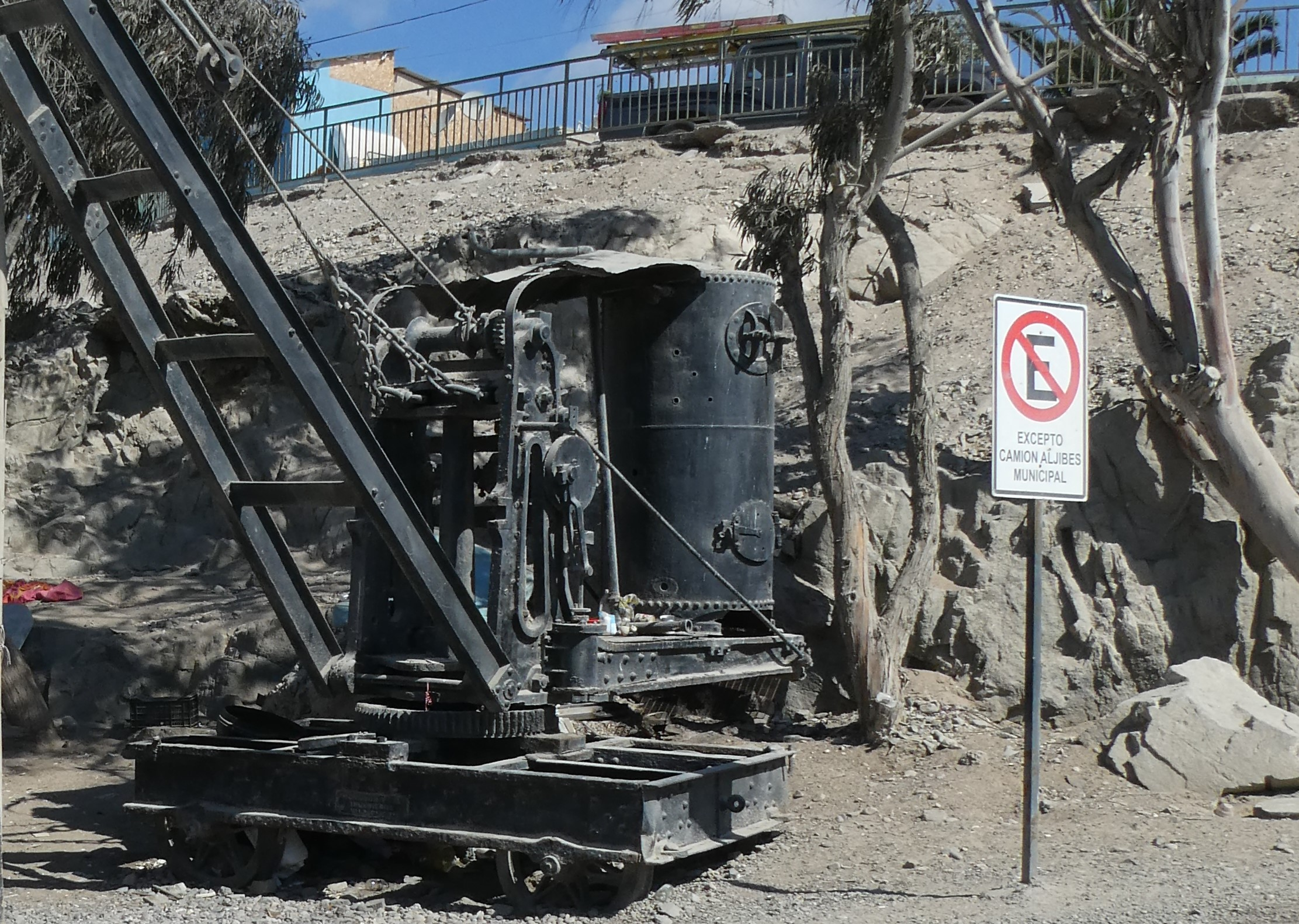
Antigua grúa de vapor ferroviaria, o pescante, junto a la estación.
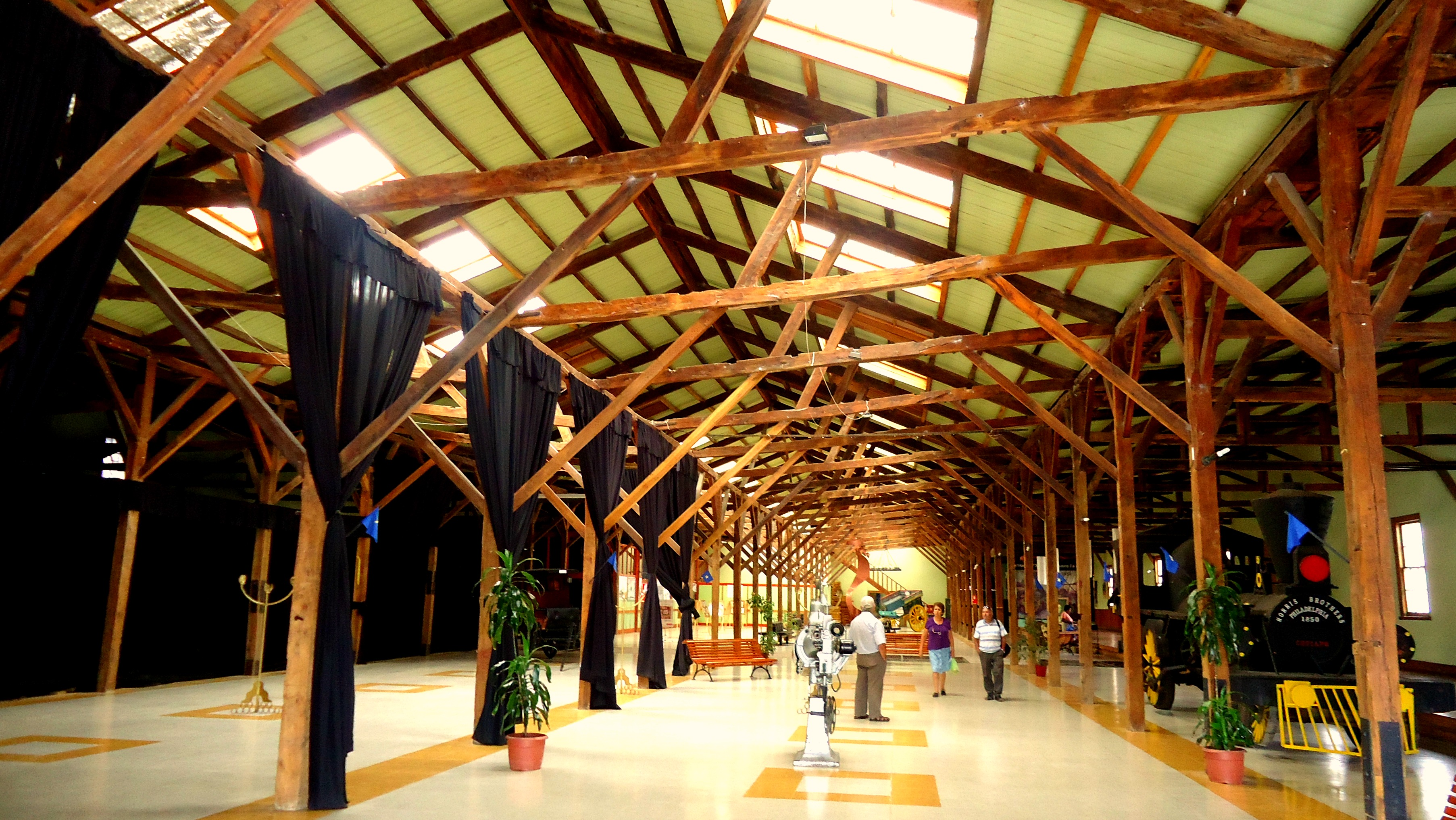
Interior de la estación.
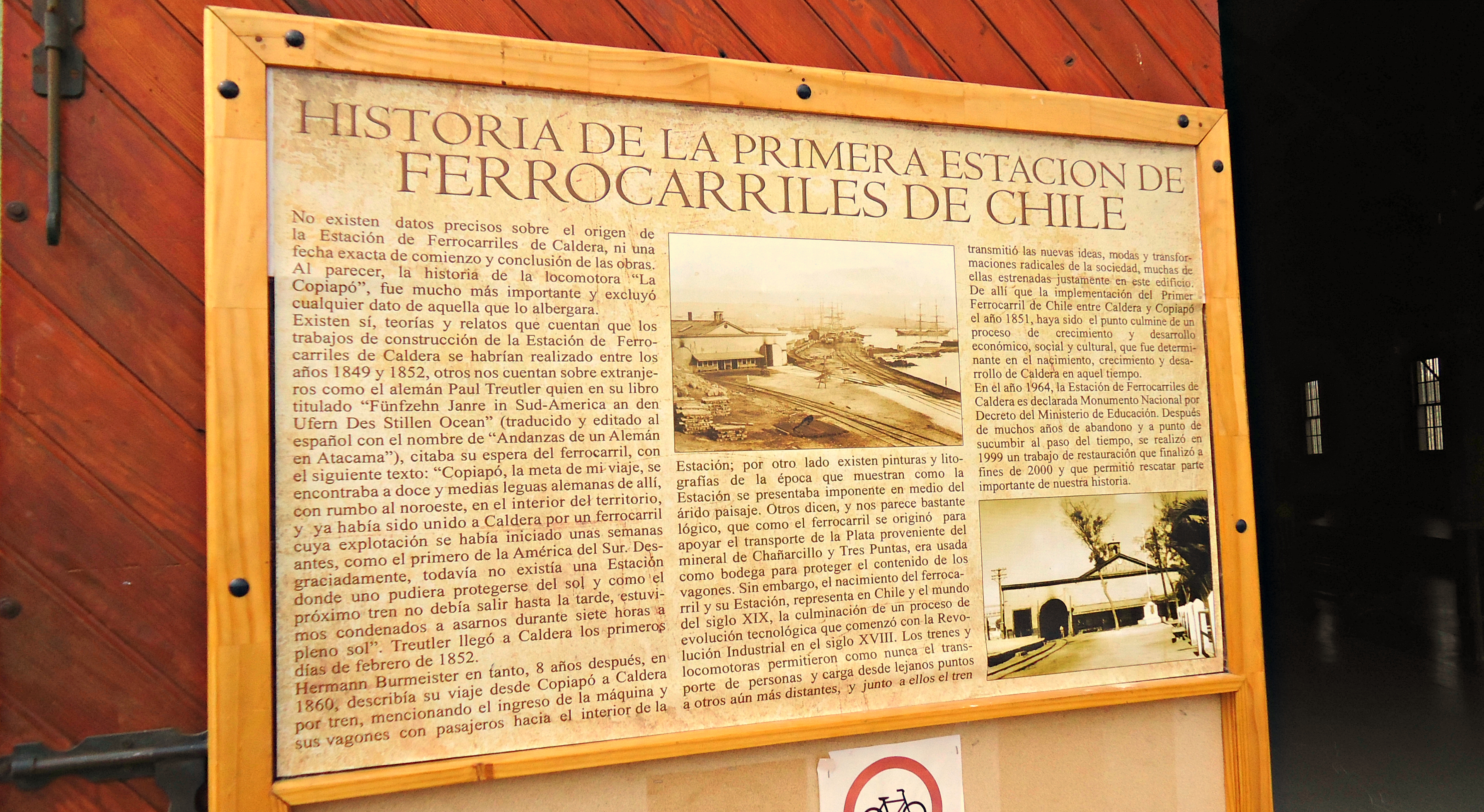
Historia de la primera estación de ferrocarriles de Chile.
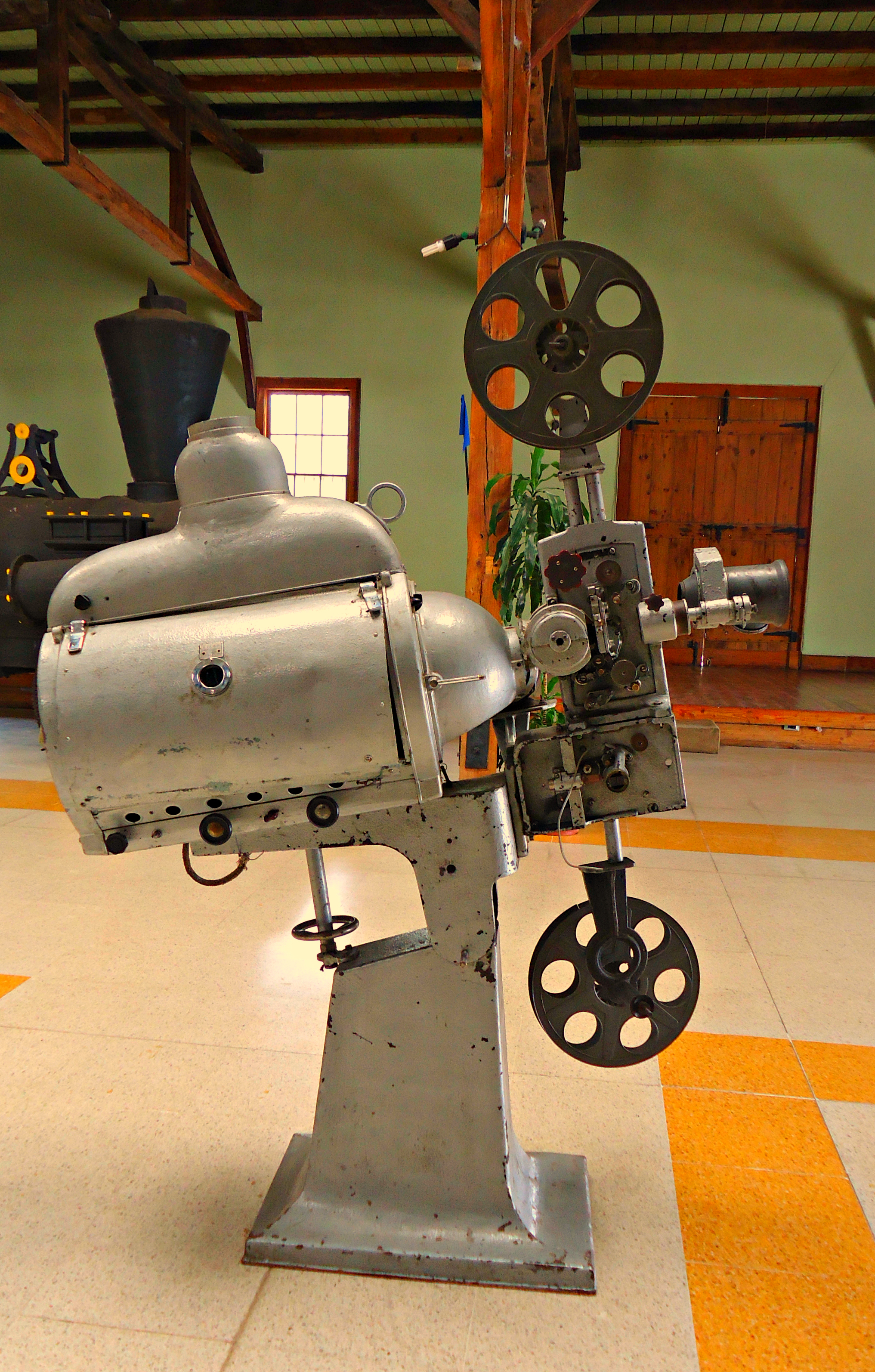
Proyector de cine.
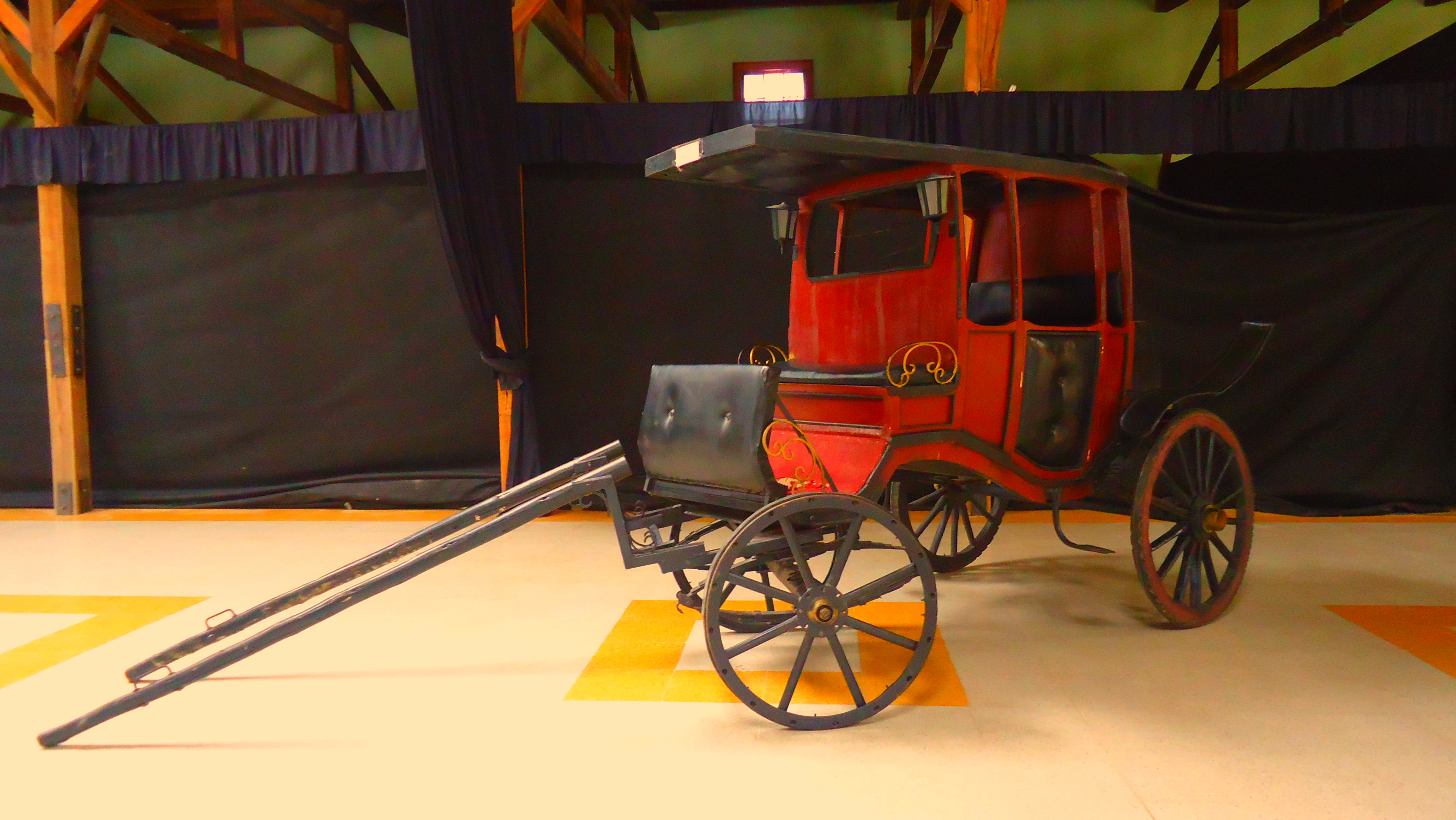
Carruaje al interior de la estación.
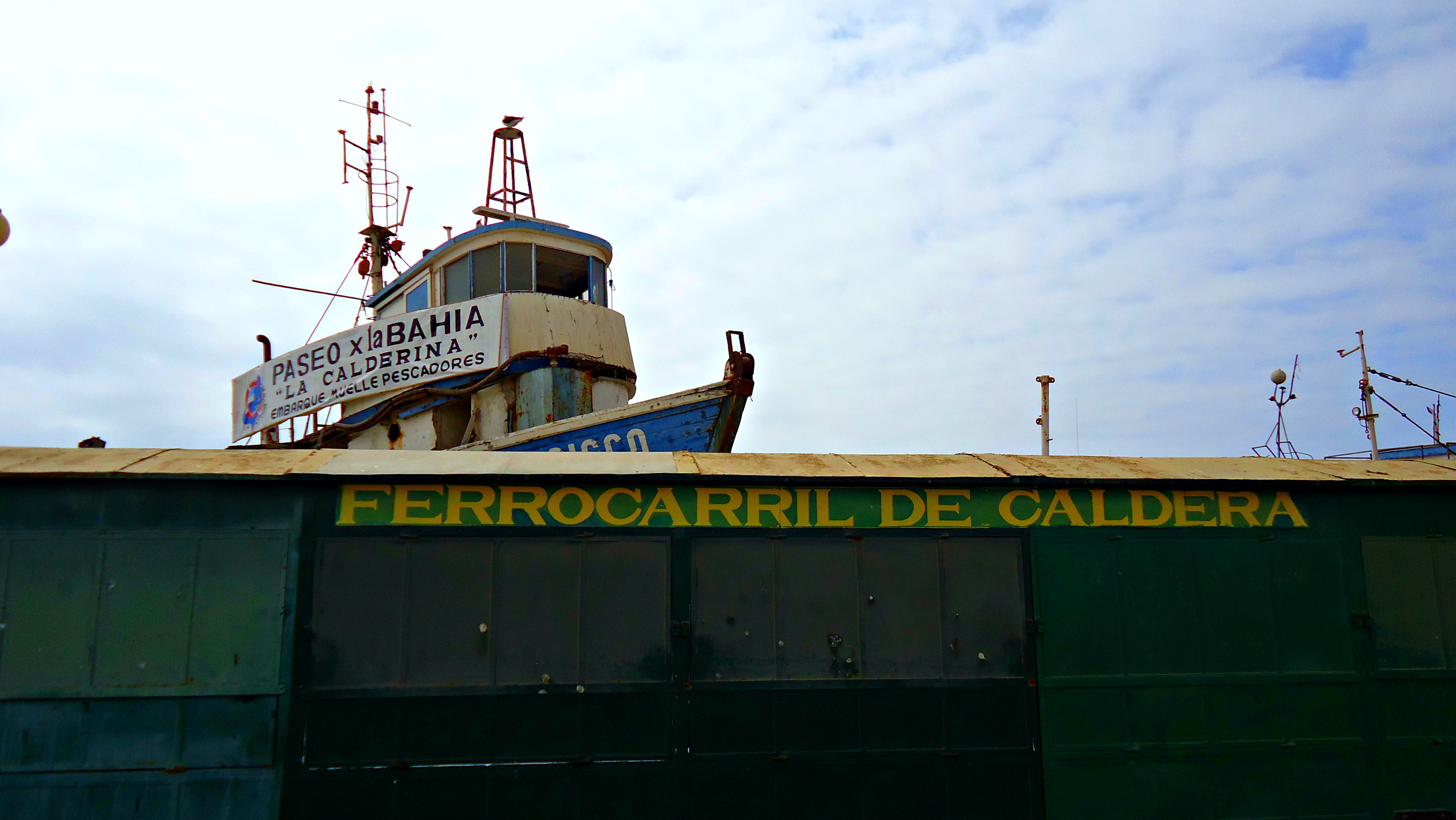
Locales comerciales a un costado.